# 意大利战争
義大利戰爭（義大利語：Guerre d'Italia del XVI secolo）又稱哈布斯堡-瓦卢瓦戰爭，是1494年至1559年間一系列戰爭的總稱，戰事地包括多數義大利城邦、教宗國、西歐各主要國家（法國、西班牙、神聖羅馬帝國、英格兰與蘇格蘭）以及鄂圖曼土耳其帝國。戰爭起源於米蘭公國與那不勒斯王國間的糾紛，隨後迅速轉變為各參與國間爭奪權力與版圖的軍事衝突，伴隨聯盟、反聯盟，及頻繁的斷交與背叛。

## 序幕
隨著倫巴底戰爭（位於威尼斯與米蘭間）於1454年落幕，義大利北部在佛羅倫斯的科西莫·德·美第奇與洛倫佐·德·美第奇的治理下，除了1482年至1484年間的費拉拉戰爭以外，一直維持著安逸的時光。
阿拉贡王室则以承诺不干涉法国对意大利的侵略为代价，于1492年巴塞罗那条约中取回了鲁西永和塞尔达尼亚。

## 战争的背景

### 意大利诸邦
15世纪正经历着文艺复兴洗礼的意大利是一个经济繁荣发达，文化辉煌灿烂的富庶之地，然而它在政治上却是四分五裂。罗马教廷、威尼斯、佛罗伦萨、那不勒斯和米兰是五个旗鼓相当的国家，尽管规模和性质有很大差异，但大致上维持着政治势力上的均势。除此以外，略逊一筹的小国，如埃斯特家族的费拉拉，贡萨加家族的曼托瓦和罗韦雷家族的乌尔比诺，以及波洛尼亚、佩鲁贾、锡耶纳等共和国，地位也都不尽相同，各有自己当地的特色，都对丰富多彩的意大利文明作过贡献。意大利诸国的统治者们在发生内争时总是习惯寻求外国的支持，使得国外列强对意大利事务越来越感兴趣。与此同时，川流不息的新知探求者从欧洲各地汇集而来，其中不仅有穷苦的学者，而且有在本国地位显赫有权有势的人物。此外还有前往各主要宫廷的外交人员和商务客人。所有这些人都在他们自己的国家制造了一种印象：意大利是一个艺术的宝库，它富庶而分裂，军事力量薄弱——是不难击败又获利颇丰的战利品。

### 教宗國
自从天主教大分裂结束，教廷从亞維儂迁回罗马之时起，它就不遗余力的试图将在教皇宗主权之下的所有意大利土地置于教廷直接控制之下。文艺复兴的光辉也让这里为之眼花缭乱，从尼古拉五世开始，教廷进入了一个世俗的荣誉和艺术的光辉使宗教信仰黯然失色的发展过程。教宗们专心致志于尘世的尊荣，甚或更加卑鄙的一味追求扩大家族势力，即使君士坦丁堡的陷落（1453年）也未能改变。到“教会三恶魔”西克斯特四世、诺森八世和亚历山大六世的时代，这些文艺复兴舞台上的伟大人物均不能掩盖罗马日益衰落的现实，寡廉鲜耻的任人唯亲、巧取豪夺和横征暴敛，以及罗马涅一次次遭受的蹂躏，预示着基督教即将到来的分崩离析。

### 威尼斯共和國
15世纪，威尼斯共和国在亚平宁半岛上不断取得土地，它的疆域由阿尔卑斯山直至波河，由阿达河直至伊松佐河，成了意大利政治的重要因素。它在国内的统治稳定而健康，各个阶级都能从繁荣的对外贸易和工商业中获利。由于财富殷实，总能按时关饷，供养雇佣兵扩充国防的方针也很成功。但威尼斯作为新兴国家，不免引起邻国的嫉妒，它的利益是以侵害其他国家为前提而获得的。罗马教皇、神圣罗马帝国皇帝、米兰、曼托瓦和弗拉拉都因它的兴起损失大量财富，对它贪得无厌的领土欲望感到不安。威尼斯的海外利益又不免使它与奥斯曼土耳其对峙，争夺东地中海的控制权；而随着绕好望角到印度的航线的开辟，出现了打破它香料贸易垄断的致命前景。尽管如此，15世纪末，威尼斯从外表上看，还是一个富丽堂皇、奢糜浪费、政治清明、公民团结的城市。

### 佛羅倫斯共和國
佛罗伦萨共和国的大权在15世纪后期，逐渐落入美第奇家族的一小撮人手里。统治阶级中大多数人自愿接受“僭主”统治，大多数市民对此也无异议。事实证明：与大金融银行家合作，对工商业者很有利。第三代“僭主”洛伦佐·德·美第奇治下，佛罗伦萨进入黄金时代，成为文艺复兴的典范。城市粮食供应充足、慈善事业兴旺、娱乐享受人人参与，艺术家和学者得到慷慨赞助，美第奇府邸成为各地游客向往的宝库。洛伦佐晚年是意大利和平的保护人，他国争端都请求他调解仲裁，与外交上的天才形成鲜明对比的是佛罗伦萨军事上的软弱。美第奇家族的政治资本就是巨大的声望，至少在形式上保持了佛罗伦萨的独立和自由，但是他们的地位自始至终是不稳固的。

### 那不勒斯王國
那不勒斯在15世纪还是一个封建王国，保留着诺曼征服留下的烙印。法国安茹家族在西西里王国的统治已宣告结束。1442-1494年間，阿拉贡的阿方索五世和费兰特父子以卓越的才能建立起权威，他们改革财政，靠佛罗伦萨资本扩大贸易。对立的安茹派贵族遭到无情镇压，安茹的勒内的领土要求也被抵制。但阿拉贡王室治下的那不勒斯，始终是意大利政治中的不安因素。在宗主权问题上，那不勒斯国王与罗马教廷摩擦不断；威尼斯和那不勒斯在亚得里亚海上竞争激烈，威尼斯竭力想取得阿普里亚的几个港口。这些局部的冲突很容易引来外敌干涉，威尼斯和罗马一直在鼓励安茹家族重申对那不勒斯的要求，国内外的安茹派也不断请求法国出兵。即使在这样的隐忧之下，费兰特之子，好战的野心家卡拉布里亚公爵阿方索仍然不顾一切的扩充势力，其女婿吉安·加莱亚佐·斯福尔扎的米兰公国就是他的目标。

### 米蘭公國
米兰公国在维斯孔蒂家族绝嗣后，转入雇佣兵领袖弗朗切斯科·斯福爾扎一世手中。他的继承权来自与末代维斯孔蒂公爵私生女的婚姻，更多是出于民意而非法律。有维斯孔蒂血统的奧爾良公爵查理一世对米兰似乎拥有更充分的权力，这就为日后其子法国国王路易十二的入侵埋下伏笔。15世纪后半叶，米兰在历代斯福尔扎公爵统治下逐漸繁荣昌盛，大兴水利灌溉，农业、丝绸业迅速发展。它还拥有优于意大利除那不勒斯外的任何一个国家的军事组织，控制着法意之间几条主要通道，是抵御外国侵略的屏障，也是对威尼斯领土扩张的钳制。卢多维科·斯福尔扎（摩尔人）当权（1480年）以后，米兰进入它最鼎盛的时期。但年轻的公爵夫妇对凡事都得听从这位叔父摄政非常不满，阿拉贡的伊莎贝拉一再向父亲那不勒斯王储卡拉布里亚的阿方索抱怨。有此良机，阿方索更适时宣称菲利波·马里亚·维斯孔蒂曾指定阿拉贡王室为米兰公国的继承人，他的进攻似乎即在旦夕。
为建立一个抵抗无论来自意大利本土还是外部强国侵略的防御体系，意大利各国曾制定一套复杂的机构，但从未得到实现。15世纪后半叶半岛的和平主要依靠米兰、佛罗伦萨和那不勒斯之间的密切谅解，和洛伦佐·德·美第奇的不懈努力。正当米兰和那不勒斯关系急剧恶化的时候，洛伦佐于1492年4月去世，加速了战争的到来。

### 西欧列强
路易十一重建起来的法兰西王国从百年战争的创伤中恢复，战争的结果也使它摆脱了由于佛兰德斯-勃艮第国家的存在而产生的威胁。它的国力迅速恢复，人口远远超越西欧其他强国，也拥有欧洲最大的常备军。查理八世经历了由博热的安妮摄政的七年之后，终于独立掌权。在成功的与布列塔尼的安妮缔结婚姻之后，法国已无任何近忧。尽管神圣罗马帝国皇帝马克西米连一世还要求继承勃艮第，英国国王亨利七世仍不放弃法国王位，他们皆无力再启战端。这为意大利事业扫清了道路，以萨莱诺亲王安东内利·迪·圣赛维里诺为首的安茹派流亡分子极力敦促查理八世进军那不勒斯。虽然查理八世继承那不勒斯王位的要求缺乏法律依据，但按照安茹的勒内遗嘱，他是安茹家族的事业的代理人，而且他充满了童年时代就建立起来的十字军的豪情，一直梦想着以那不勒斯为基地，进攻土耳其，收复圣地。1493年4月，与那不勒斯调解失败后，急于寻求靠山的卢多维科·斯福尔扎公开宣布自己是法国的事业的支持者，米兰从此门户大开。红衣主教朱利亞諾·德拉·羅維雷投奔法国宫廷后，更加火上浇油，他是教皇亚历山大六世的政敌，想借助法国的力量将对手废黜。发动进攻之前，查理八世又通过妥协取得阿拉贡国王斐迪南二世和神圣罗马帝国皇帝马克西米连的默许。巴塞罗那条约把鲁西永和塞尔达涅交还西班牙；桑利斯条约则将弗朗什孔泰和阿图瓦交给皇帝。为了征服意大利，查理八世将前任在扩张法国边界上取得的成就前功尽弃。
西班牙在15世纪迅速成长为地中海强国，建立宗教裁判所（1478年），攻克格拉纳达（1492年）和探索新大陆均显示出这个正在上升的国家的信心和狂热。虽然在“二王并主”（1479年）之后，它也还只是一个特拉斯塔马拉家族统治下的诸王国联合体——卡斯提亞、阿拉贡、巴伦西亚、加泰罗尼亚等国均拥有相当独立的地位——但王室的力量始终在不断加强。由于连年对摩尔人作战，由于全国大部份土地贫瘠，西班牙的贵族比法国人更依赖军事冒险；西班牙人也被人看作好战的民族，认为荣誉主要建立在武功上。在军队的体制建设方面，西班牙也是最先由中世纪进入近代的国家之一。阿拉贡王室与安茹家族争夺南意大利的斗争已达三个世纪之久，国王费迪南德二世领有西西里岛的土地，他希望旧西西里王国的海岛部分和半岛部分归于统一，因此乐于看见他那不勒斯的表兄弟即将陷入的困境，并加以利用。
在这一历史阶段，德意志人的民族意识开始上升，体现为“德意志民族的神圣罗马帝国”这一口号。但自私自利，充满了离心主义的诸侯让帝国空有众多人口和丰富资源却无法利用。帝国各个阶层迫切希望改变现状，加强中央集权，以应对咄咄逼人的土耳其和法国的威胁。然而，在实现集权的途径上，贵族和皇帝却发生了激烈的冲突，以帝国大法官、美因茨大主教贝特霍尔德为首的帝国议会要求组建对国会负责的中央政府，而皇帝马克西米连一世则希望将他在奥地利属地实行的改革推广到全德意志，建立起强大的君主国家。此外，马克西米连在帝国边缘进行的军事冒险也很不对贵族们的胃口，他的所为扩大了哈布斯堡家族的力量，但和德意志的利益中心却关系不大。因此，当查理八世的侵略带给帝国意想不到的扩张良机时，厌倦了皇帝的空头支票的帝国各界反应平平。马克西米连只得孤军奋战，他默许法国对那不勒斯的征服，换取查理八世对他打击威尼斯的支援；而后，他又与卢多维科建立了密切关系，授予他米兰公爵称号，并迎娶了他的侄女比安卡·玛丽亚·斯福尔扎。有了法国和米兰的支持，马克西米连就可以把窃取了大片神圣罗马帝国领土的威尼斯共和国赶出大陆，并进军罗马，完成他的加冕礼，最终实现从亚得里亚海对巴尔干的十字军征讨。

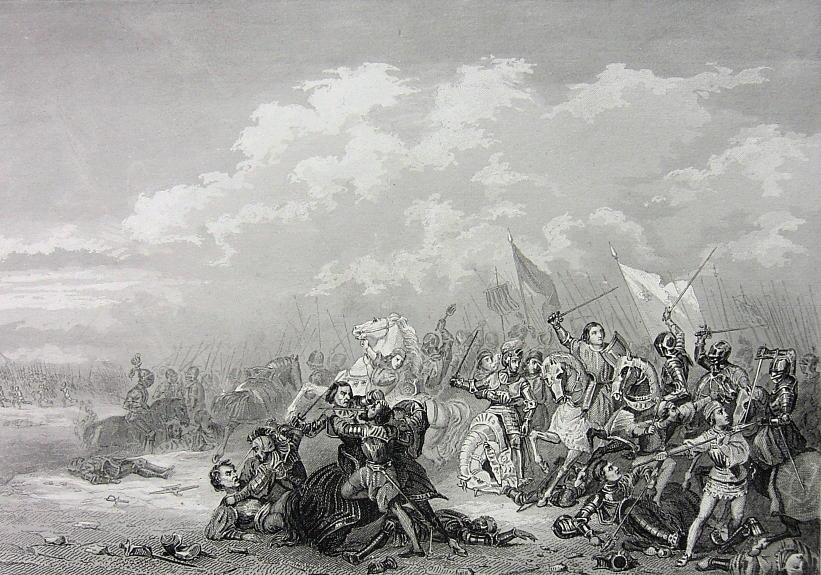
塞米納拉戰役的進行，讓貢薩洛科爾多瓦產生了西班牙大方陣的構想

## 第一阶段 1494年—1498年
1494年8月底，查理八世亲率法国大军越过阿尔卑斯山脉，出现在伦巴第。他的部队规模庞大，包括近卫队200骑，精銳骑兵团1600骑，以及12000名步兵（其中有6000瑞士雇佣兵与3000加斯科涅步兵）和当时最先进的各类火炮136门，共3.5万人。法军行动迅速，9月9日已抵达皮埃蒙特的阿斯蒂。与此同时，由奥尔良公爵指挥的分遣队在法国海军的配合下即将在热那亚沿岸登陆。
教宗亚历山大六世清楚的知道，无论是法国还是那不勒斯，自己都无力对抗，于是他承认了费兰特去世（1494年）后，阿方索对那不勒斯王位的继承（称那不勒斯国王阿方索二世），同时告诫查理八世不要扰乱意大利的和平。佛罗伦萨的主人，有勇无谋的皮耶罗·德·美第奇决定抛弃与法国结盟的传统，站在那不勒斯朋友一边。威尼斯共和国按照习惯采取了严守中立的立场。大多数意大利王公都像波洛尼亚的乔瓦尼·本蒂沃尼奥一样，他扼守着艾米利亚大道要冲，本可以成为法军南下途中不可逾越的障碍，但他既怕得罪米兰，又不愿开罪教宗，所以摇摆不定，直到事情发展到他已无法施加影响的时候。这种典型的只顾地方和个人利益的小国立场，导致意大利人的失败，这也是法国人胜利的根本原因。
阿方索二世从父亲那里继承了一个切实可行的防御计划。他的兄弟费代里戈将率领那不勒斯舰队封锁热那亚，陆军主力在罗马涅固守，这样，再由皮耶罗·德·美第奇在托斯卡纳配合作战，即可阻止法军翻越亚平宁山脉。实际上无论哪一个环节都遭到惨败。由于动员被延误，阿拉贡舰队开到热那亚之前，奥尔良公爵就已经入城。拉巴洛本来是由得到阿拉贡支持的热那亚流亡分子所占据，但当法国舰队出现在拉巴洛海岸的时候，费代里戈宁可撤退也不愿和法国海军交火，让拉巴洛去听天由命。在佛罗伦萨，皮耶罗支持那不勒斯的策略极不得人心，法国对佛罗伦萨的禁运使很多工人失业。当查理八世通过米兰进抵皮亚琴察的时候，欢迎他的是美第奇家族旁系的代表，他们向查理八世保证佛罗伦萨完全支持法国。当他到达托斯卡纳边境时，皮耶罗·德·美第奇冲动的直接来到法国军营，请求查理八世予以保护。萨尔察纳、皮埃特拉桑塔、里窝那、比萨等地的要塞都拱手相送。这就意味着美第奇家族在佛罗伦萨的大权宣告结束。查理八世于1494年11月17日入城。吉罗拉莫·萨沃纳罗拉修士也在此时登上历史舞台。法国人离开前和市议会签订了一项条约，规定该城承认查理八世是佛罗伦萨的保护人，并对法军提供财政捐助。从此以后，直到1512年法军被逐出意大利，佛罗伦萨除名义外，完全沦为法国藩属。与此同时，法军沿艾米利亚大道长驱直入，由那不勒斯王储斐迪南二世指挥的在罗马涅的军队望风而逃。12月31 日，查理八世进入罗马也同进入佛罗伦萨一样未遇反抗，他同教廷达成协议，取得通过教廷领土进军的权利。阿方索二世见弃于盟国，只得在1495年2月让位给他的儿子斐迪南多二世，然而斐迪南多二世也无法抵挡法军的进攻，2月22日，法军攻进那不勒斯。不久，斐迪南多二世逃往伊斯基亚，整个王国陷落。查理八世不费吹灰之力，就取得了那不勒斯。法国炮兵在堡垒围攻战中显示出卓越的价值，而攻占堡垒后法国人洗劫抢掠之凶，意大利人也前所未见，他们纷纷失去了抵抗的勇气。
法国人在那不勒斯的所作所为又把他们如来时一样神速的赶出了意大利：土地和官职都归了法国人，支持他们的当地安茹派并没有获得比阿拉贡派更好的处境，因此愤愤不平；供应久缺，行政腐败，占领军的残暴肮脏恶名远扬。查理八世于1495年5月20日率法军主力离开那不勒斯，留下吉尔伯·德·蒙庞西埃担任总督。此时，各地已发生起义，不久斐迪南多二世和费代里戈便成为他们的首领。他们偷渡入境，以西西里岛作为重新收复意大利半岛本土的根据地。阿拉贡的天主教国王费迪南德决心阻止法国在那不勒斯建立统治。他的军队由天才名将贡萨洛指挥，在西西里集结待命。他又通过外交手段将对法国迅速坐大感到震惊的各派势力结合成第一次反法神圣同盟(因签订《威尼斯条约》又称“威尼斯同盟”)。该同盟于1495年3月31日订立，缔约各方有罗马教宗、神圣罗马帝国皇帝、西班牙、威尼斯和米兰。表面条款上看，这个同盟于过去意大利各国间维护和平的各种协定并无二至，但这个包括了神圣罗马帝国和西班牙的同盟实质上已经说明，意大利不能再控制自己的命运。
查理八世离开那不勒斯之后，带着不足9000人的残部于1495年7月5日抵达福尔诺沃。第二天他们即在塔罗河谷遭到曼图亚侯爵弗朗切斯科·貢扎加二世率领的35000威尼斯同盟军的追击，是谓“福尔诺沃战役”。计划中，原本同盟军的总指挥将由皇帝马克西米连担任，但此时他正因帝国议会久拖不决而滞留在沃尔姆斯而无法亲临。实际上福尔诺沃战役以敷衍了事收场，皇帝为同盟制定的战略构想远未实现。交战双方都声称自己获胜；不过意大利的损失远为沉重，而居于劣势的法军则安然退回伦巴第。虽然意大利人作战英勇，贡扎加的包围战术也基本成功，但同盟军纪律松弛，指挥混乱，各方力量无法通力合作；查理八世的瑞士雇佣兵、火炮和精骑兵团的效率依然无与伦比，这些因素决定了战争的胜负，法军主力安全退回阿尔卑斯山北部。作为对法国入侵的回答，哈布斯堡王室和特拉斯塔马拉王室于10月21日缔结双重联姻：马克西米连的女儿玛格丽特嫁给西班牙王位继承人唐·胡安，他的儿子菲利普大公（美男子）则迎娶天主教国王费迪南德和伊莎贝拉的次女疯女胡安娜，这个事件在不久的将来将使意大利乃至整个欧洲的面貌焕然一新。
由于米兰背弃法国，参加了威尼斯同盟，奥尔良公爵路易便得到一个要求拥有米兰公国的机会，因为他是瓦伦蒂娜·维斯孔蒂的孙子。入侵以来，他一直呆在他祖母的陪嫁地，伦巴第城镇阿斯蒂。6月10日他经不住诱惑，从那里攻占并进入了诺瓦拉，但没有多久便被30000米兰军队紧紧包围。已抵达阿斯蒂的查理八世急于回国，无意帮助路易的事业，卢多维科·斯福尔扎同样希望能让他快走。终于在10月10日，双方签订了维切利和约，规定把诺瓦拉还给米兰，卢多维科保证在法国再次远征时给予支援。奥尔良公爵只好带着他的5500余部（大半为瑞士雇佣兵）跟随查理八世回国。这时，那不勒斯的总督蒙庞西埃正在半岛上节节败退。到1496年春，在贡萨洛的西班牙军队帮助下，斐迪南多二世已完全收复了他的都城。蒙庞西埃本人和部下许多人都死于法国人称为那不勒斯热的瘟疫。以德意志和意大利的雇佣兵为主的法国驻军求援无望，因长期欠饷士气低落，纷纷哗变倒戈。剩下来的少数法国人无心恋战，皆设法尽快回国。1497年时，法军已完全退出意大利。虽然如此，查理八世仍然不曾放弃，他还在继续计划新的远征，直到1498年4月7日逝世，才结束了他的征服梦。

## 第二阶段 1498年—1504年
路易十二即位后，表现得并不比其前任查理八世更有远见。虽然他的英俊气质很吸引人，施政公正仁慈，爱好和平、注意节俭，但他对自己的权利总是紧紧抓住不放。他坚信自己对米兰的要求是正当的，上次战争中未能将它征服是个必须洗雪的耻辱。他进攻意大利的计划得到政府首席顾问，鲁昂大主教乔治·德·昂布瓦兹的热烈支持，此人野心勃勃，其志在罗马教皇，所以当路易刚刚即位，他就着手准备。
经历了一次入侵的意大利各国并没有吸取教训，反而人心更加涣散：他们心中首先考虑的是如何利用路易的干涉来更好的为自己谋利益。亚历山大六世认为法国的新国王是一个可贵的同盟，可以助他实现扩大教廷世俗权力和使他的家族发迹的计划。他的儿子切萨雷·博尔贾正在物色妻子和寻求取得采邑，路易答应为他办这两件事，只要亚历山大六世提供方便，让他和法兰西的让娜离婚。1498年，切萨雷已脱离神职，不再是巴伦西亚红衣主教，而成为瓦伦蒂诺公爵，他前往法国受封时，随身携带了路易十二的第二次结婚特许证，并给昂布瓦兹带去一顶红衣主教的法帽。切萨雷的求婚对象是继斐迪南多二世之后的那不勒斯国王费代里戈的女儿卡洛塔，她自小在法国宫廷长大，但她坚决不肯嫁给这位前红衣主教，费代里戈支持他的女儿，这保持了他的荣誉，也导致了他的灭亡。切萨雷另娶了納瓦拉国王之妹夏洛特·德·阿尔布雷特后，趾高气昂地使用法国名字回到意大利，率领一队法国骑兵和若干瑞士步兵，对罗马涅进行第一次征服战役。佛罗伦萨共和国为摆脱孤立，最先欢迎法国人的到来；而威尼斯由于痛恨卢多维科·斯福尔扎瞒着它在维切利签订和约，由于路易许诺在胜利后把威尼斯的西部边界扩展到包括克雷莫纳和吉亚拉达达，于是也改变传统的中立政策，转而积极支持侵略者。站在米兰一边的，如今只有那不勒斯的费代里戈和罗马涅的几个小统治者，前者是因为路易要求得到他的王位，后者则是因为害怕切萨雷·博尔贾。
卢多维科·斯福尔扎的处境极为不利，他那足智多谋的妻子贝娅特里切·德·埃斯特已于1497年去世，不能再为他排忧解难。虽然吉安·加莱亚佐早已在1494年身故（究竟是死于他叔父卢多维科的毒药还是他自己的荒淫无度，这不得而知），但他的遗孀女公爵阿拉贡的伊莎贝拉身边仍不乏支持者，比如雇佣兵领袖吉安·贾科莫·特里武尔奇奥。此人是一位久经沙场的指挥官，却被得到卢多维科的赏识的并非将才的比武勇夫加莱亚佐·圣塞韦里诺取代了军队中的位置。特里武尔奇奥在替女公爵到那不勒斯去向她父亲告状的时候，加入了法军，此时正带领法国侵略军返回米兰。曾在福尔诺沃战役中指挥米兰军队的卡亚佐伯爵，也因心怀不满投靠法国。圣塞韦里诺未能守住米兰防御线上的重镇亚历山大里亚，接着各城镇接二连三向法军投降，抵抗已属徒劳。卢多维科于1499年9月逃到蒂罗尔，在那里，他和两个小儿子受到马克西米连的热情接待。但1499年全年，马克西米连几乎都在忙着指挥施瓦本同盟和瑞士联邦作战，无暇他顾。公爵回国的希望寄托在米兰城堡上，这座城中要塞固若金汤，贮有足供一年的粮草，并由一个深受公爵信赖的城堡主驻守。但在公爵离国后12天，这个“新犹大”就把米兰城堡拱手让给法国。
然而卢多维科的前途也并非全然黯淡无光，瑞士几个州不满法国的态度，同意向他提供1万人，他带着这支队伍在第二年开春前往米兰。此时特里武尔奇奥的独裁已在米兰遭到激烈反对，割让克雷莫纳给威尼斯一事引起了公愤。米兰人听到卢多维科将到来的消息，便起而占领了各个城门。在“摩尔人”的欢呼声中，特里武尔奇奥弃城而走，卢多维科在人们的拥戴之中进城。然而，他的好运气也就此完结。法军顽强地坚守着米兰城堡和公国中的其他据点，卢多维科的人力物力都已枯竭。1500年4月8日，他在诺瓦拉不战而溃，从此决定了斯福尔扎家族的命运。瑞士雇佣兵放下武器，拒绝和法军中的同胞作战，卢多维科逃跑未遂，被法军俘获。曾经叱咤风云的米兰公爵将作为阶下囚在法国度过余生。神圣罗马帝国的采邑米兰公国被法国占领，这样的耻辱终于使帝国议会于4月10日，也就是卢多维科最后被法军俘虏的那一天，在奥格斯堡重新召开。皇帝一再提醒他的诸侯，米兰的陷落是法国威胁的明证，但贵族们的热情并没有被激起，君主立宪派除了架空马克西米连的权力不做他想，坐视米兰自生自灭。

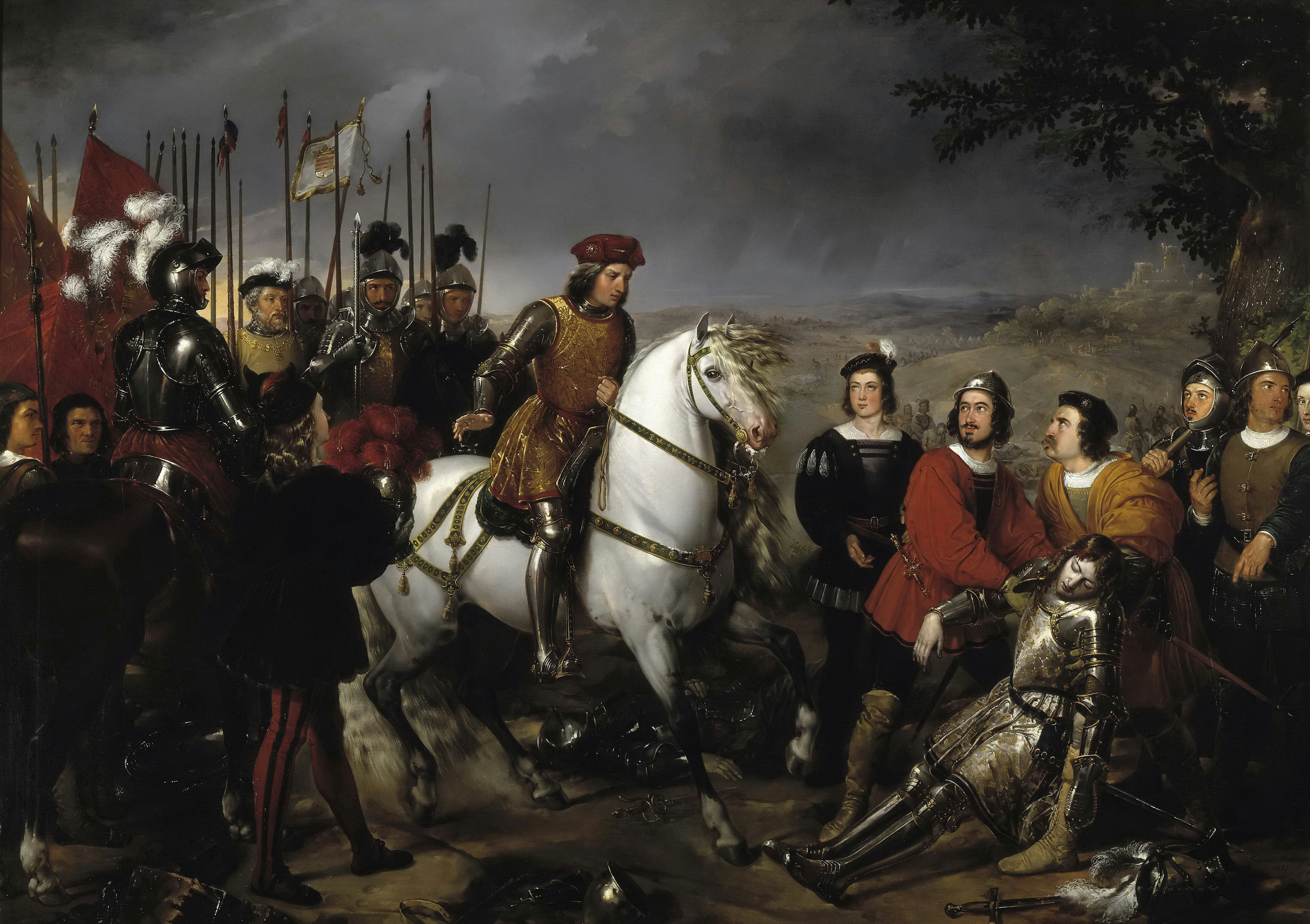
1503年4月，西班牙的贡萨洛在打敗法軍後，察看法國的那不勒斯總督──內梅爾公爵路易的遺體

路易十二既得米兰，下一个目标就指向那不勒斯。费代里戈提出将那不勒斯王国作为法国采邑，自己成为路易的附庸（此前在理论上说，教皇对那不勒斯享有宗主权）；路易十二本应明智的接受这个建议，但是他却宁愿采取1500年格拉纳达条约所议定的冒险方针，即与西班牙国王费迪南德联手征服并瓜分这个王国。费代里戈直到入侵开始前还不知道这桩买卖，对他的求援，费迪南德和贡萨洛始终置之不理。他只得仓促于土耳其结盟。这正是费迪南德等待着的借口。法西两国同时进兵，费代里戈知道大势已去，在法军占领并洗劫卡普亚后，便向路易投降，宁可相信公开的敌人，也不相信出卖他的亲戚了。他受到宽大对待，被送往法国并授予安茹公国，以补偿他失去的王国。这样，路易拥有那不勒斯的北半部，费迪南德则占据了阿普里亚和卡拉布里亚。

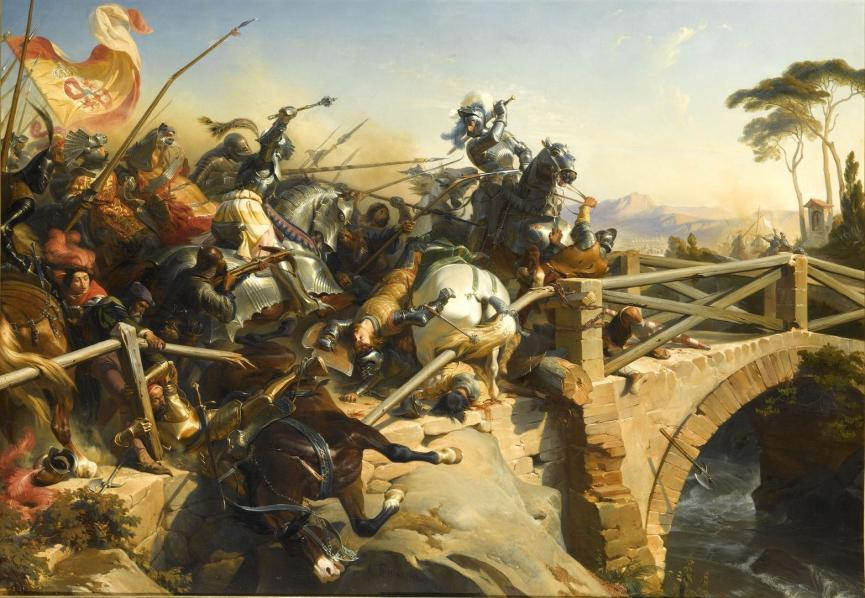
法國「無敵騎士」巴亞爾在1503年底加里格里亞諾戰敗時，一人殿後守橋，成功阻擋西班牙天才名將贡萨洛率領的追軍。此戰標誌著西軍佔領全部的那不勒斯王國，法、西此後近20年中，在義大利大多維持北法（米蘭和熱那亞）、南西（那不勒斯）的分立局面

然而两个盟国很快起了争执，问题出在格拉纳达条约未提及的某些地区，特别是法国的阿布鲁齐和西班牙的阿普里亚之间的卡皮塔纳塔，它土地肥沃，是牛群往来冬、夏牧场的必经之地，享有税收之利，双方均认为它属于自己。法军起初凭借兵力优势取得了一些成功。西軍戰神贡萨洛退到巴列塔，在1502年底到1503年初的那个冬季一直被围困于此，依靠从西班牙和西西里岛来的海上供应来支持。次年春，援兵源源而至，贡萨洛开始反击，在切里尼奥拉获胜。法军退至加埃塔，意图积蓄力量后南进；但由于种种原因耽误了时间，到隆冬时分两军才在加里利亚诺河两岸对阵。12月29日，贡萨洛用舟桥偷渡过河，对法军进行突然袭击。经过激战，法军向加埃塔溃退。1504年1月1日，加埃塔这个法军在那不勒斯领土上的最后据点，落到了西班牙人手里。整个王国重新统一，受阿拉贡国王的统治。
在路易十二的这次入侵之中获益最大的除了费迪南德，莫过于罗马教廷。在法国人统治米兰期间，罗马教廷几乎把所有教宗国內的城邦都纳入到它的直接控制之下。这一过程的第一阶段是由切萨雷·博尔贾完成的。经过三次毫无喘息的战役，他成为罗马涅的主人，把当地的贵族逐出他们割据的城市，在这一区域内建立了秩序和统一。由于路易十二与佛罗伦萨联盟，使他在托斯卡纳扩充势力的计划受挫，当他正打算离弃法国倒向西班牙的时候，亚历山大六世去世（1503年8月，死因據說是他與切薩雷都誤飲了家傳的毒藥），路易十二随后剥夺了他的公爵头衔和领地，于是切萨雷的政治生涯也就此宣告结束。

## 第三阶段 1508年—1516年

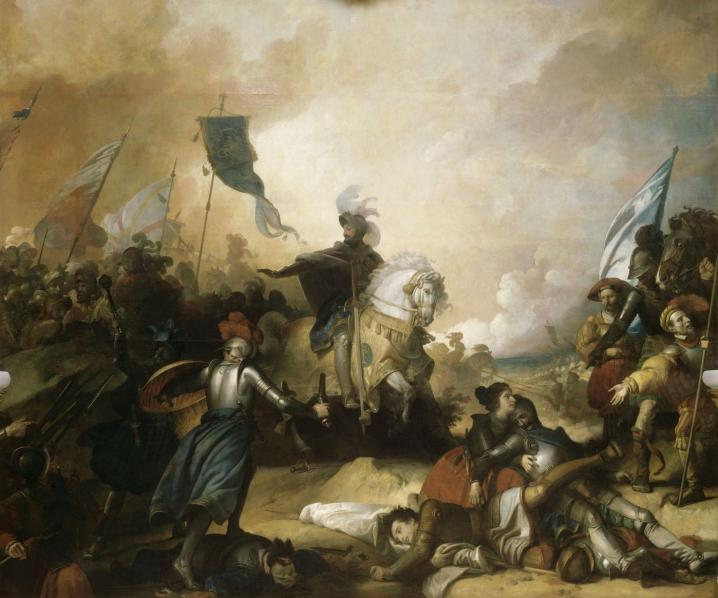
《弗朗索瓦一世下令停止追殺瑞士軍人》：描寫1515年法王在马里尼亚诺战役戰勝米蘭軍後，放過了米蘭方的瑞士雇傭兵

为打击商业强国威尼斯，教皇朱利叶斯组成包括奥地利、西班牙和法国在内的康布雷同盟。法军应邀进入半岛并成为战争主力。1509年，法国击败威尼斯，但联盟因为朱利叶斯和路易十二之间的摩擦导致联盟在1510年崩溃。1511年，教皇同瑞士、英国等组成第二次反法神圣同盟，此時法軍已佔領大部分的羅馬涅，即將包圍羅馬城。1512年四月法军在拉文納戰役獲勝，但因為主帥訥穆爾公爵加斯東·德·富瓦的陣亡，為法軍的勝利蒙上了陰影。1512年八月，面對新一波攻勢的法軍，全數退出意大利（當時西班牙攻佔法之同盟那瓦爾王國的大半領土、英軍聯合德意志軍出兵法國東北並攻下圖爾奈（今比利時境內），而且皇帝馬克西米連則召回駐義法軍中的四千德國僱傭兵），朱利叶斯教宗不但派出2萬瑞士雇傭軍收復羅馬涅，佔領米蘭並扶立斯福爾扎家族的馬克西米連（盧多維科之子）為公爵（熱那亞也起兵推翻法國統治），更趁機集結神聖同盟軍，攻下親法的佛羅倫斯共和國，而身為教皇御用商號的麥第奇家族，也就在闊別18年後，恢復了老家的統治權力（由豪華者羅倫佐的三兒子朱利亞諾掌政）；當時身为佛羅倫斯共和国高級政務官之一的馬基維利，則因為被怀疑参与反麦第奇阴谋，被拷打一頓之後扔到了佛罗伦萨鄉下，开除公职。朱利叶斯二世在1513年逝世，由麥地奇家族的利奧十世（豪華者羅倫佐的次子）接任教宗，此時教宗國和佛羅倫斯同由麥地奇統治；而1513年法王又重佔米蘭和熱那亞，但在同年6月又大敗給瑞士兵和馬克西米連公爵，再次放棄兩地，1515年，路易十二去世。
新法王為更加好戰的法蘭西斯一世（騎士王），1515年9月，他在馬里尼亞諾戰役擊敗米蘭公爵馬克西米立安，遂在1516年擁有米蘭，並獲得「騎士王」的美稱，並在同年逼迫神聖羅馬皇帝馬克西米連，承認將義大利北部移交給法國和威尼斯。

## 第四階段 1521年—1526年

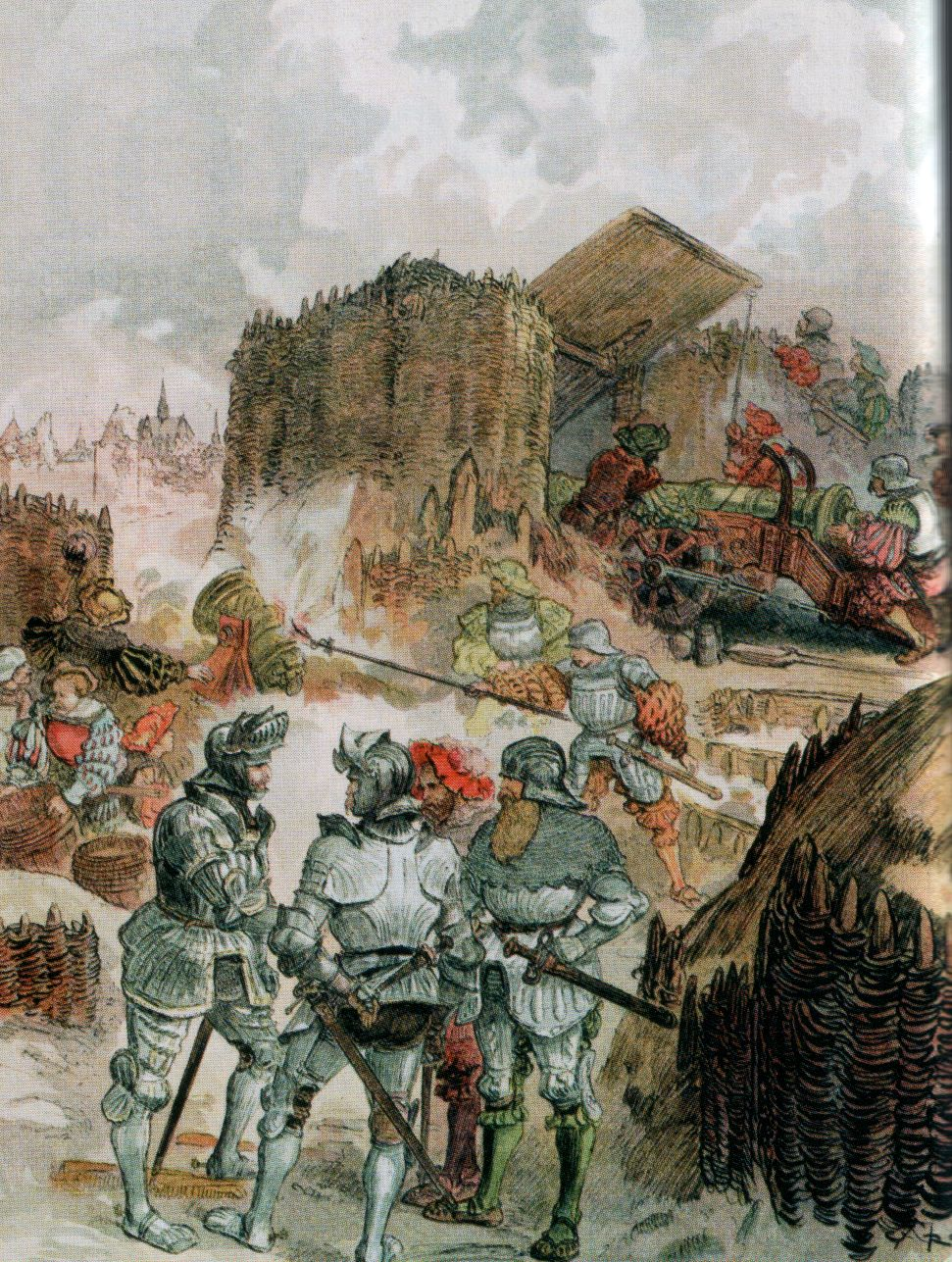
梅濟耶爾圍城戰，法軍在巴亞爾騎士的計謀下，以一千名士兵成功使三萬五千名帝國軍隊撤退

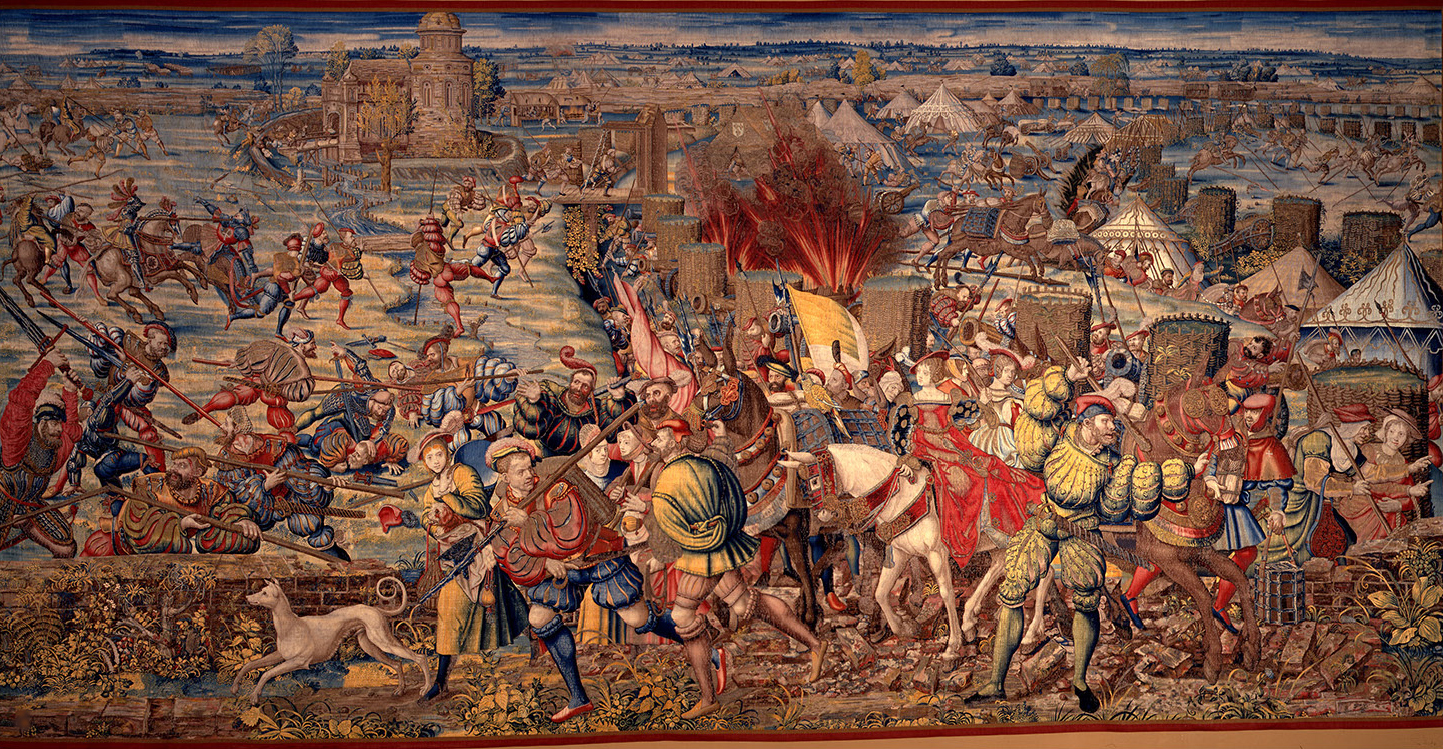
1525年義大利北部的帕维亚之战，西班牙於此戰大敗法國，接替為基督歐洲的第一強權

當西班牙國王兼任尼德蘭大公的查理五世於1519年當選神聖羅馬皇帝後，就開啟「日不落帝國」和法王法蘭西斯一世（騎士王）的30年鬥爭，也代表義大利戰爭會整為法、西爭雄的綿長死鬥。
當法蘭西斯一世在1525年的帕維亞之戰中慘敗給西班牙步兵大方陣和火槍，不但米蘭被西班牙佔領（西軍扶植弗朗西斯科二世·斯福爾扎為米蘭公爵），法蘭西斯本人也被查理五世俘虜。他被迫向查理五世簽訂屈辱的割地賠款條約（《馬德里條約》）才得到釋放，條約記載說法國須將勃艮地割讓給查理、布列塔尼割讓給英王亨利八世。
然而，當法蘭西斯一世將兩個兒子押在西班牙做人質並回到法國之後，就宣布他與查理五世簽署的一切協定無效，因為他是在壓力之下簽署的。這項食言反悔的行為得到教宗克萊孟七世（出身美第奇家族）的支持與神聖保證。這激怒了查理五世，一方面虐待作為人質的法國王子亨利（後來的法王亨利二世），二方面把教宗當作敵人，動員四萬以上的軍隊撲向義大利各地，開啟第五階段的義大利戰爭。

## 第五階段 1526年—1530年

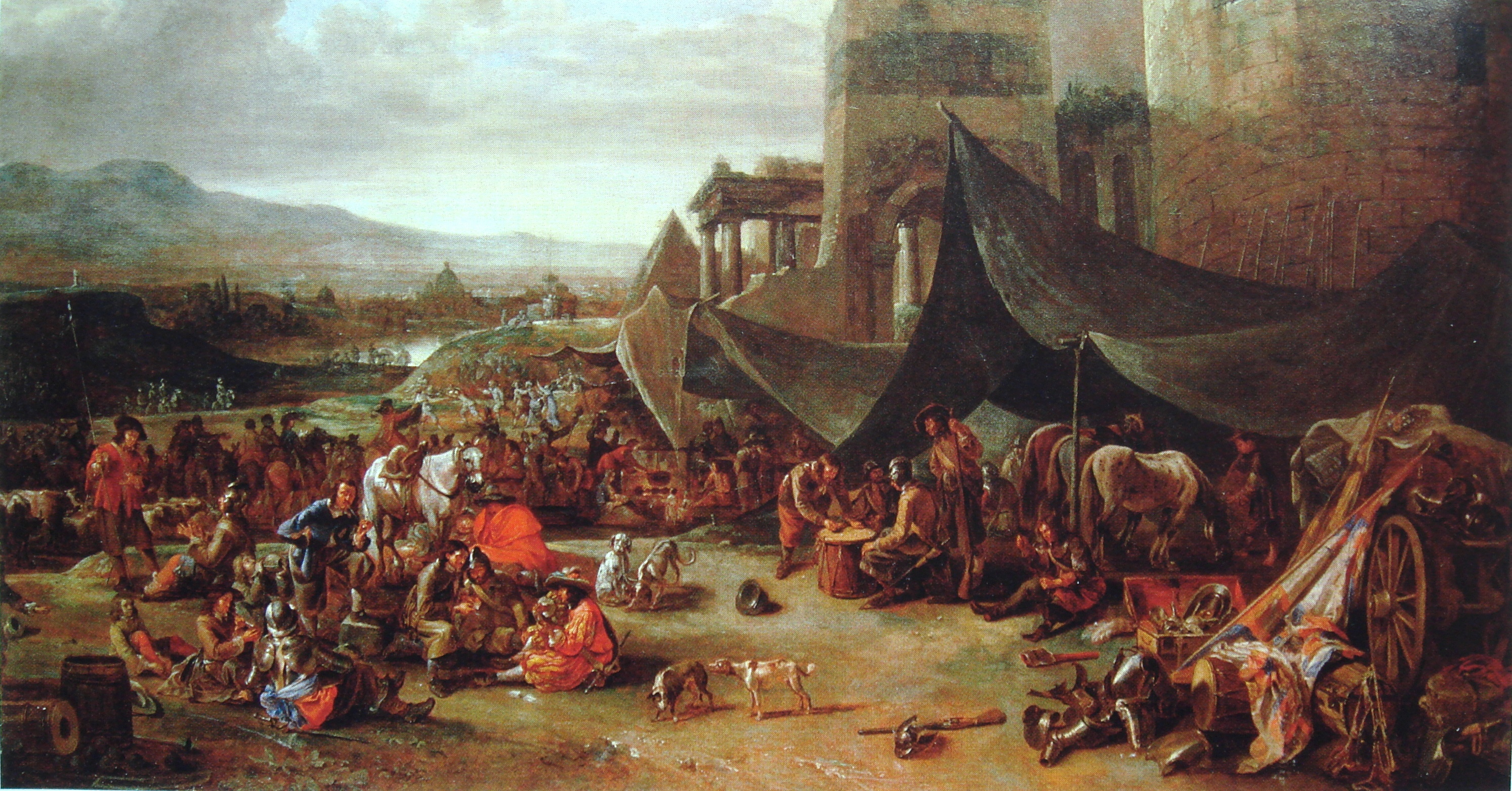
1527年西班牙軍（幾乎是日耳曼人）攻破教宗國並瘋狂搶掠的羅馬之劫，被羅馬人視為千年一遇的大劫難（和410年日耳曼蠻族攻破羅馬城相比擬）。此役也標誌著文藝復興全盛期的結束

1526年美第奇教宗克萊孟七世與法蘭西斯一世締結科涅克同盟，聯手發動反查理的科涅克同盟戰爭，教宗派的勢力共有法、英、威尼斯、佛羅倫斯（由美第奇家族控制）和背叛查理的米蘭公爵弗朗西斯科二世；查理派的義大利城邦則有費拉拉、曼托瓦和查理繼承的那不勒斯王國。結果西班牙出兵一一擊敗義大利的對手，查理五世不但永遠控制了米蘭（1535年更讓兒子腓力二世兼任米蘭公爵），甚至在1527年派兩萬大軍包圍羅馬。因為西軍主帥夏爾三世·德·波旁意外死亡，西班牙軍隊在暴亂中焚掠羅馬並掠走教宗，是為羅馬之劫（一萬多義大利人被殺，近半數是被拷打而死的富室、貴族，其他多是因瘟疫而死），總計4.5萬人或死或傷或流亡，給文藝復興運動帶來巨大打擊。聽聞美第奇在教宗國的徹底失敗後，佛羅倫斯共和國起兵推翻美第奇，再度恢復「真正的共和民主制度」。
1527年後查理五世控制了教宗克萊孟七世，兩方在1529年簽下《康布雷條約》，結束科涅克同盟戰爭並達成和解，讓查理在1530年被正式加冕為神聖羅馬皇帝兼義大利國王，從此也沒有一個皇帝能夠身兼義大利國王了；交換條件是查理出兵克萊孟七世的家鄉佛羅倫斯共和國，幫助克萊孟七世出身的美地奇家族恢復統治，於是美地奇在查理的出兵下重回佛羅倫斯（西軍攻破城牆、殺死許多共和派領袖），而克萊孟七世的私生子亞歷山德羅·德·麥地奇在隔年成為了獨裁佛羅倫斯的世襲公爵。傷感於佛羅倫斯共和國滅亡、「祖國之民主共和」已死的佛羅倫斯大師米開朗基羅（文藝三傑中的另兩位：達文西和拉菲爾已死，「幸運地」沒能目睹民主之死），帶著極大的悲痛和不幸，永遠地離開了佛羅倫斯這塊傷心地。
至於提供關鍵大砲給查理五世的費拉拉公爵阿方索一世·德斯特（與克萊孟七世有仇，之前被開除教籍），則在1530年被教宗重新承認爵位、恢復教籍，更認可阿方索一世是摩德納及雷焦的佔有人。英王亨利八世也自動解除和法國的盟約。1530年之後，義大利半島幾乎不再有大型戰役，西、法兩強的爭霸集中在法國的邊境領土，之後的義大利戰爭只是掛名義大利（法國在1536-1559年佔領義大利東北的薩伏依公國，是唯一的例外），實際戰場幾乎都在義大利本土之外的西歐、中歐和地中海地區。

## 第六階段 1536年—1538年

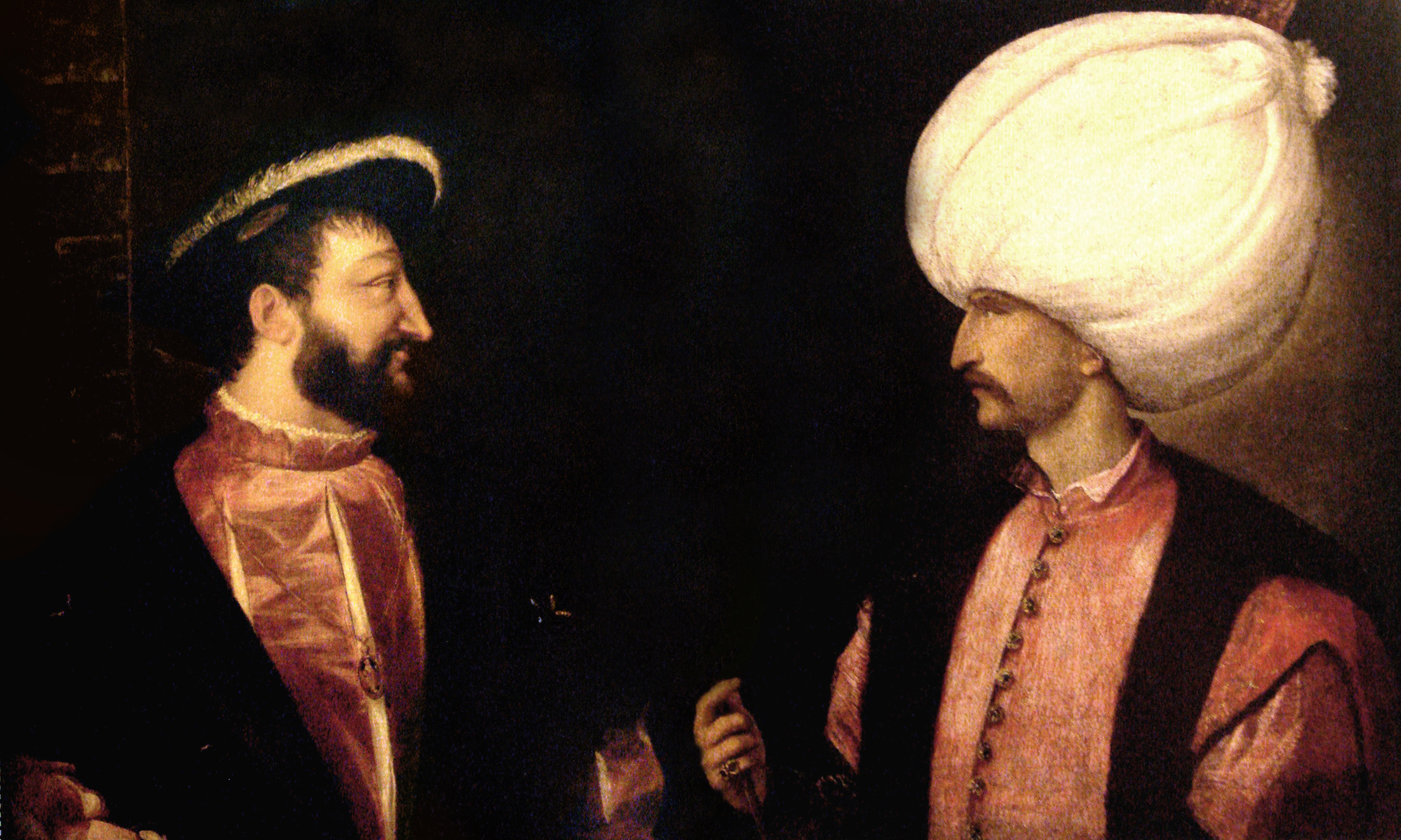
1536年法蘭西斯一世(左)和蘇萊曼一世(右)組成法国-奥斯曼帝国联盟，給基督歐洲帶來巨大的噩夢。

1536年，法王法蘭西斯一世為了反制哈布斯堡家族對法國的四面包圍並向查理五世報仇，派出近三萬的法軍，佔領薩伏依公國，另外派陸軍元帥蒙莫朗西公爵，在普羅旺斯以游擊戰逼退查理五世的五萬軍隊；他還跟歐洲最強的蘇里曼大帝（鄂圖曼土耳其蘇丹）結盟，東西夾擊查理五世在中歐的奧地利公國和神聖羅馬帝國。但這場戰役只是讓查理和其弟斐迪南（繼承匈牙利王）被土耳其軍攻下匈牙利中、東部（連首都布達佩斯都在1541年被土軍完全佔領），以及土耳其海軍元帥紅鬍子海雷丁揚威地中海，對法國並無真正幫助，反而查理五世率領五萬大軍攻入法國東南的普羅旺斯（後被擊退）。另外法王與異教徒土耳其的「邪惡聯盟」，打擊了法王的內外聲望。因為土耳其海軍（及巴巴里海盜）掠奪南歐的數萬基督徒販賣作奴隸（跟黑奴相反的「白奴」），讓法王遭受了不小的罵名；再加上1536年後對法國人的翻倍重稅（長達十年），使人民對法王怨聲載道，法蘭西斯喪失此前的高人氣，而民怨一直持續到1547年他死為止。法西爭霸對基督世界的災難結果，還有1538年西班牙和威尼斯聯合艦隊在普雷韋扎戰役中被紅鬍子海雷丁擊敗，從此鄂圖曼土耳其人在地中海稱雄33年，一直到1571年的勒班陀海戰。
1538年，在教宗的調停和壓力下，法、西簽訂「尼斯休戰協議」，規定薩伏依歸法國、米蘭歸西班牙，正式結束了此段戰爭；法蘭西斯一世也暫時結束和土耳其的聯盟，避免遭受更多「勾結異教徒、殘害基督徒」的譴責。

## 第七階段 1542年—1546年

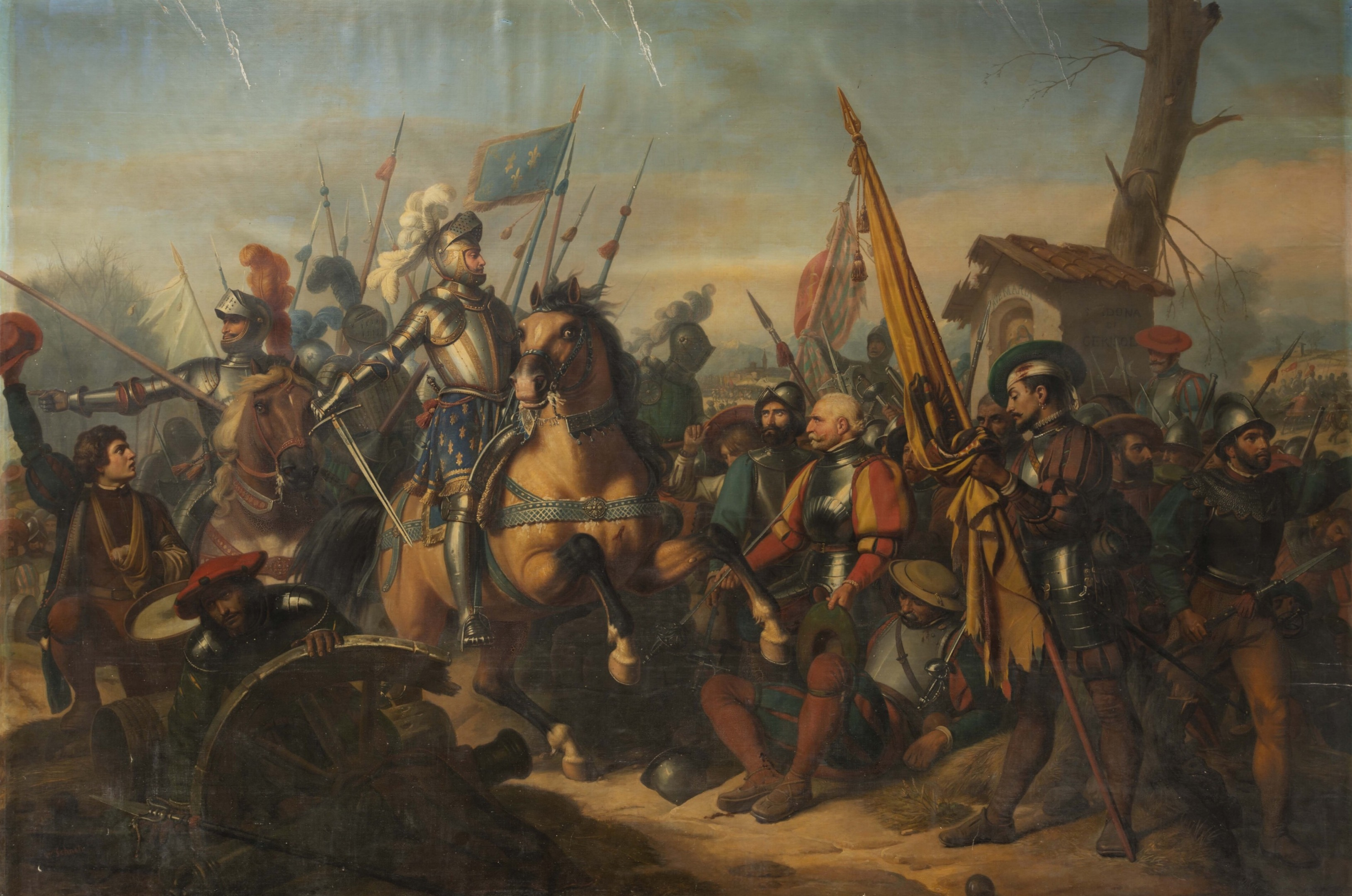
法軍重騎兵在切雷索萊戰役中摧毀了神羅-西班牙聯軍的部隊

1542年，因為查理五世撕毀自己要把米蘭送給法國的承諾（1539年查理為了跟法國借路去尼德蘭的根特平亂，隨便向法王作的承諾），再度激怒了法王法蘭西斯一世，於是法國又向西班牙宣戰，而兵力和戰場集中在法國東北和南端（盧森堡和魯西永）。
戰爭開打後，因為法國重新和蘇里曼大帝結盟，因此在南部作戰順利。蘇里曼令紅鬍子海雷丁帶領三萬土軍、200艘大帆船開往西地中海支援法國，海雷丁沿路洗劫了那不勒斯和西西里島沿海地區。到達法國後，法蘭西斯一世把土倫港讓給海雷丁作為他的海軍司令部。在該次遠征中，海雷丁於1543年攻占了尼斯，土軍在土倫港過冬並一直待到了1544年5月，期間打敗西-意聯合海軍、不斷劫掠西南歐沿岸，海雷丁成為基督徒可怕的夢魘。
雖然法國在南部戰勝，但是東北面因為查理再次跟英王亨利八世結盟，導致法軍在東北的诸多城池纷纷沦陷。1543年，雖然法軍在薩伏伊的切雷索萊戰役大敗西班牙-神圣罗马帝国联軍，但法國仍然難以威脅西班牙控制的米蘭，而且法軍又在北方面临亨利八世的入侵，西班牙-英国联军自从穿越香槟地区后几乎没有遭到任何成规模的抵抗，其兵锋直指巴黎。巴黎市民一片恐慌，收拾細軟準備逃離首都，此時法蘭西斯一世抱病從楓丹白露宮火速騎回巴黎，並在大街上向市民呼籲國王會與巴黎共存亡，國王因此受到市民的一致歡呼和重新愛戴。後來西軍雖在增援的法軍威脅下撤退。尽管战场上的情况陷入胶着，但法蘭西斯一世鉴于届时不利的国际形势，和糟糕的经济状况亦不得不开始着手和谈事宜。于同年举行的克雷皮和会中，法王与西王均表现出了相当的诚意和友好，考虑到双方在仅仅六年前的尼斯和谈中还视同水火，甚至不肯在同一间屋子里面对面交流，如此剧烈的态度转变着实是令人吃惊的。《克雷皮合约》最终于1544年9月14日签订，该合约总的而言并未有利与任何一方，双方在经历了如此巨大的人员消耗与经济损失后，在实质上又重新回到了1542年前的战前形势（status quo ante bellum)。法国表面上从合约中获得利益，奥尔良公爵查理二世（法国王太子亨利，即后来的亨利二世的弟弟）可以通过联姻获得来自哈布斯堡家族的不菲嫁妆。根据协议，如果他与查理五世的女儿玛丽成婚，他将得以继承尼德兰与弗朗什-孔泰，而如果他选择与查理五世的侄女安娜喜结连理，那么他将获得米兰-弗朗索瓦一世最为梦寐以求的领土。愿意通过割让领土以换取和平，在一定程度上反映了查理五世在这一阶段的政治重心已经逐渐开始向国内愈发尖锐的宗教与民族矛盾倾斜，而这一点将会在未来的十年里表现得更为明显。但另一方面，克雷皮合约对于法国也并不是单方面有利的，查理的过度坐大本身就是相当危险的信号，亨利未来的上位与统治将会受到来自同根骨肉的强烈挑战和掣肘。弗朗索瓦一世根据合约必须终止与奥斯曼帝国及苏莱曼大帝的任何外交往来，这也意味着法国未来在欧洲地区的任何对抗哈布斯堡的战事都将失去来自安纳托利亚半岛的有力支持，法国在欧洲的任何进一步扩张或征服都将变得举步维艰。除去上述条款外弗朗索瓦一世与查理五世同意放弃对于彼此领土的法理宣称，查理五世正式放弃对于勃艮第公国的领土所求，而作为交换，弗朗索瓦一世则放弃那不勒斯。除去法国和西班牙两国以外，克雷皮合约在其他地区所收到的反响普遍是负面的，奥斯曼帝国的苏莱曼大帝将法国的背弃看作可耻的背叛，法国王太子亨利因为条约有利于自己的弟弟查理而心生嫉妒，他与父亲的关系降至冰点，英王亨利八世并未参与该次和谈，他在围困滨海布洛涅时方才得知查理五世已与法王单独议和，亨利八世对于查理五世背弃盟约的行为大为光火，这一事件也进一步加剧了二人之间的嫌隙。而后亨利八世尝试于加莱与法王弗朗索瓦一世议和，未果，亨利不愿放弃已经攻下的滨海布洛涅，弗朗索瓦也拒绝结束对于苏格兰的经济与军事支持，双方不欢而散。而后法国一度派遣军队登陆苏格兰与英格兰的怀特岛，但前者因遭受风暴而未获成效，后者则因崎岖的地形同样宣告失败。双方海军也在索伦特海峡发生摩擦，未产生决定性结果。1546年筋疲力尽的双方终于签订非决定性的《阿尔德尔条约》草草收场。查理五世的弟弟斐迪南和神圣罗马帝国并未被包括于和谈之中，他将領導奧地利軍隊，繼續在東方與土耳其軍交戰（挽救西軍在1541年北非遠征失敗後的劣勢）。
法王弗朗索瓦一世将于一年后病逝，而奥尔良公爵查理早在两年前便因瘟疫逝世。亨利二世的继位因此变得出人意料的顺利无阻。但同时查理的去世也意味着克雷皮合约在事实上变为了一纸空文，为了夺回合约中法国的应得利益，加之亨利本人对于西班牙的强烈敌意，瓦盧瓦与哈布斯堡将不得不又一次兵戎相见。

## 第八階段 1551年—1559年

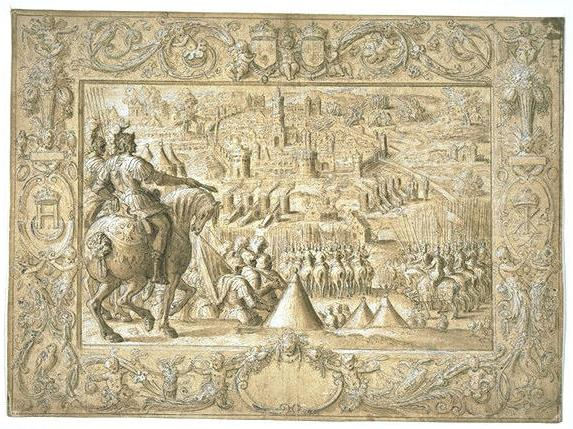
在1552-1553年初的梅斯保衛戰中，吉斯公爵刀疤的法蘭索瓦以六千法軍擋住六萬德-西聯軍的猛攻，並造成德-西軍三萬人的死傷

因為1547年新法王亨利二世在少年時曾在西班牙當人質，被查理五世囚禁虐待，養成他仇西的性格和情緒。因此亨利二世一即位，就暗中資助神聖羅馬帝國內部反對查理五世的施馬爾卡爾登戰爭（1546-1547年、1552-1555年）。他先給予新教的諸侯聯盟大量金錢，後來當新教諸侯多次被查理擊敗時，更直接在1551年向查理五世宣戰，希望奪回意大利並提升法國的地位，讓法國重新主導歐洲政局、打擊哈布斯堡王朝在德意志的影響力。

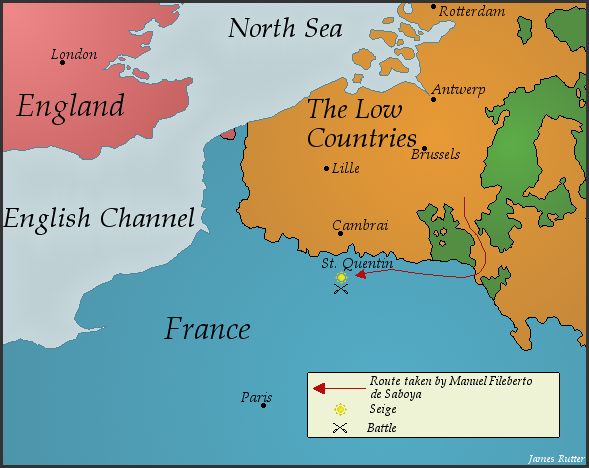
1557年的聖昆廷戰役，西軍獲得決定性的輝煌大勝。圖片顯示西軍主帥──「鐵頭」菲利貝托的行軍路線

1551年開戰後，法軍在洛林的攻勢取得了成功，並在1552年迅速占領了神聖羅馬最西邊的三個主教區：图勒、梅斯和凡尔登。1552年底，法國中等軍官吉斯公爵刀疤的法蘭索瓦在梅斯保衛戰中，抵擋住查理五世的六萬大軍，使查理死傷三萬人而被迫撤退。但後來法國第一權貴兼王室元帥蒙莫朗西的安內於1553年的佛蘭德爾戰役中，在軍事上表現出十足的無能；1557年，蒙莫朗西元帥在決定性的聖昆廷戰役中指揮法國的2.6萬主力軍，結果被西軍名將伊曼紐爾·菲利貝托率領的6萬多西英聯軍打得大敗，法軍被杀的六百多名贵族中，有一位波旁的亲王昂吉安伯爵吉恩、蒙莫朗西的女婿蒂雷納子爵法蘭西斯，加上士兵共三千多人戰死；此外有1萬法軍被俘，包含主帥蒙莫朗西本人、副將圣安德烈等，而法军所有物资、旗帜、辎重和军火都落入敌手，西班牙的损失只有一千多人。这场战役堪稱1525年帕維亞之戰的翻版，標誌著長達60多年的意大利戰爭即將結束。

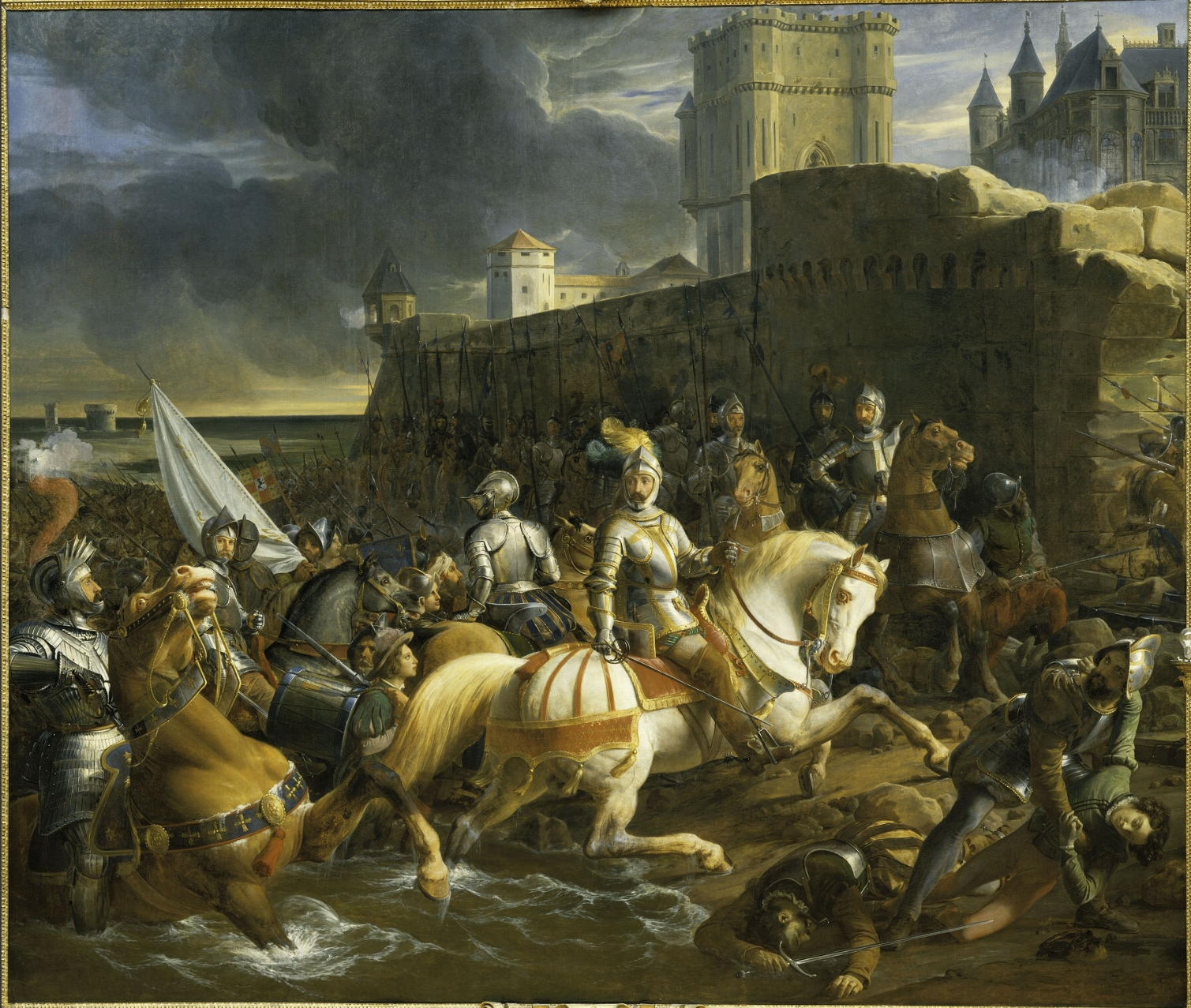
吉斯公爵刀疤的法蘭索瓦在1558年加來圍城戰的英姿，攻克加萊確立法蘭索瓦一代名將的地位，也代表英國喪失最後一塊在法蘭西的領土

之後雖有1558年，刀疤的法蘭索瓦統率法軍攻占英國在法國最後一個據點加來（當時英國為西班牙最死忠的盟友，因為1554年英女王血腥瑪麗嫁給了西軍總司令腓力王儲），將英軍徹底逐出法國。但法軍劣勢無法挽回，加上法、西兩國都欠下巨額戰債、雙方內部的新教問題已成星火燎原，無力再打的兩方，最終決定在1559年簽約停戰、握手言和。
1559年4月3日在法国康布雷，由法国国王亨利二世和新任的西班牙国王腓力二世簽訂卡托-康布雷西和約（1556年因為老病的查理五世主動退位，其子腓力繼承了遼闊的西班牙帝國），徹底結束長達65年的義大利戰爭（1494-1559年）。和約規定：1.法国放弃对意大利领土的要求，使哈布斯堡的西班牙成为在意大利的主导势力。2.法国归还萨伏依和皮埃蒙特给西班牙的盟友伊曼紐爾·菲利貝托，并把科西嘉还给西班牙長期同盟的热那亚。3.法国在别处获得了加莱（1558年从英格兰人手中夺来），还保住了1552年从哈布斯堡皇帝查理五世夺来的图勒、梅斯和凡尔登三个主教辖区。4.法、西兩國正式結盟，並以通婚確保盟約（剛喪妻的腓力二世將與亨利二世之女伊莉莎白成婚、亨利之妹瑪格麗特公主則嫁給剛復國的薩伏依公爵菲利貝托），此婚約帶有秘密條款，規定兩國在鎮壓新教徒一事上相互支援，這也是法王亨利願意放棄敵視西班牙的主因──他與準女婿腓力都是狂熱的天主教徒，無法接受新教勢力在1550年代喀爾文的「煽動」下急速擴張。

## 战争的结果与影响

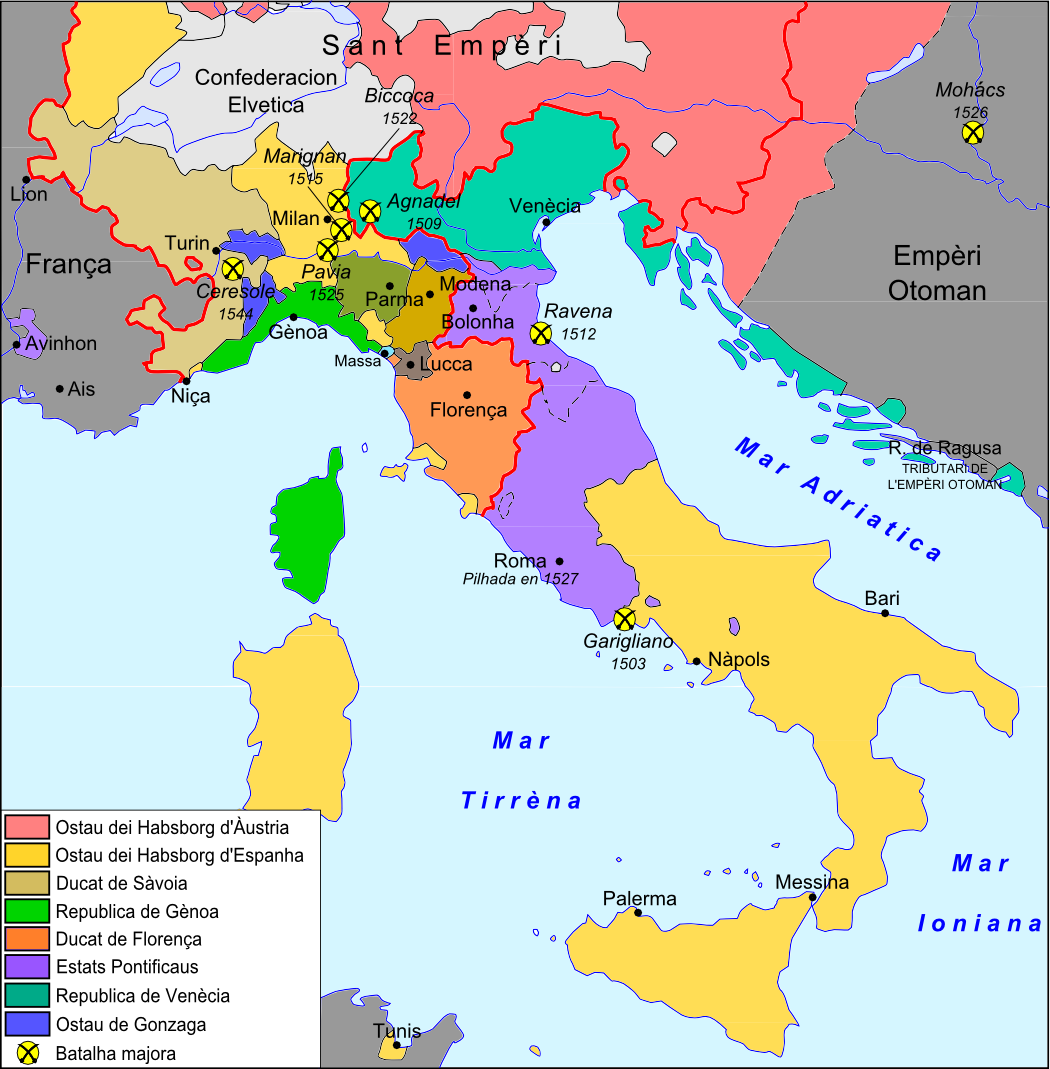
1559年卡托-康布雷西和約簽訂後的義大利：西班牙領有米蘭、那不勒斯，稱霸義大利；法國歸還薩伏依公國給原主人薩伏依王朝，西、法兩國在簽約後各自轉頭，集中全力去處理內部的宗教戰爭問題：自1560年代開始，法國有30年的新舊教內戰、西班牙有80年的尼德蘭叛亂

查理五世的欧洲霸权计划失败，正在兴起的近代欧洲民族国家如法国、英国等国的主权地位得到进一步加强。查理五世的七零八落的帝国所面临的是法国这样的领土和政治基本统一的民族国家与中央集权国家，这些国家的社会各组成部分已围绕经济、政治和民族利益而基本团结起来，初步形成了民族意识，反对外来威胁，并在此过程中进一步增强了作为主权国家的凝聚力。与此同时，德意志新教诸侯反对皇帝的斗争已带有明显的民族主义感情，这种民族感情与法、英等国的正在兴起的民族主义互相影响，促使欧洲国家独立和主权地位的逐渐增强，推动欧洲国家间关系进一步朝着多极化方向发展，而不再是走向统一或帝国的方向，西欧大国间开始形成一种政治均势。法国等欧洲国家和新教诸侯意识到，欧洲大陆不能是一个只有一个大国居于主宰地位的政治结构，虽然佛朗西斯一世及其同时代的君主并没有在理论上阐述均势的原则，但却在反对查理五世的战争中大力推行并实践着这种政策，这对后世的影响是巨大而深远的。
战争推广了意大利城邦国家体系的那种常设外交代表制度，从而开始将欧洲各国纳入一种多边国际政治结构。随着意大利战争的展开，欧洲各国间逐渐采纳意大利城邦国家体系的常设外交代表制度，意大利城邦与欧洲国家之间、欧洲主要国家之间通过常驻外交代表进行经常性联系的做法普遍化了。到战争的第二年，威尼斯向欧洲大国全都派遣了大使，佛罗伦萨在法国和西班牙有它的常驻代表，连一向惟我独尊的教皇国也先后向奥地利、西班牙、法国和威尼斯派遣了大使。就欧洲主要国家而言，1495年《威尼斯条约》后，西班牙率先扩大外交机构，相继向威尼斯、米兰、英国、奥地利派遣了常驻大使；奥地利先后在罗马、威尼斯、米兰、马德里、伦敦有了常驻代表；法国向教皇国、威尼斯和米兰派遣了大使，它对其他国家兴趣不大，如英王亨利八世曾在1514年建议英法互换大使，但直到1518年法王弗朗索瓦一世才予同意 ，因为此时的法国需要借助英国来抗衡西班牙和奥地利；英国从1505年起先后向奥地利、佛罗伦萨、米兰、尼德兰、法国和教皇国派遣了常驻大使。欧洲各国互派常驻外交代表，加强了彼此间的交流与联系，加深了相互了解，促成了许多谈判， 缩短了一些战争的过程，促使其相互关系开始成为一种多边的国际政治联系。 
1559年的卡托-康布雷齐和约，在很大程度上改变了意大利的政治地图。此时意大利众多的邦国大体上可分为三种类型：第一种是西班牙统治的邦国和地区；第二种是独立的邦国，第三种是名义上独立实际上依附西班牙的邦國。